# ساغانوون
ساغانوون (بالهانغل: 사간원، وبالهانجا: 司諫院، ويعني: مكتب الرقابة) هو واحد من مكاتب جوسون الثلاثة. مكتب الرقابة هو المسؤول عن مراقبة أفعال الملك وتتبع استخدامه للسلطة.